# Plaque Juan Fernández
Pour les articles homonymes, voir Juan Fernández.
La plaque Juan Fernández est une microplaque tectonique de la lithosphère de la planète Terre. Sa superficie est de 0,00241 stéradians. Elle est généralement associée à la plaque de Nazca.
Elle se situe dans l'est de l'océan Pacifique dont elle couvre une petite partie. L'archipel Juan Fernández qui a donné son nom à cette plaque tectonique se situe plus à l'est, sur la plaque de Nazca.
La plaque Juan Fernández est en contact avec les plaques pacifique, de Nazca et antarctique.
Ses frontières avec les autres plaques sont notamment formées de la dorsale du Pacifique Est sur son bord ouest.
Le déplacement de la plaque Juan Fernández se fait à une vitesse de rotation de 22,52° par million d'années selon un pôle eulérien situé à 35°91' de latitude nord et 70°17' de longitude est (référentiel : plaque pacifique).

## Sources
- (en) Peter Bird, An updated digital model of plate boundaries, vol. 4, Geochemistry Geophysics Geosystems, 14 mars 2003 (DOI 10.1029/2001GC000252, Bibcode 2003GGG.....4.1027B, lire en ligne)